# Svartsjön (Nordmalings socken, Ångermanland, 705111-167395)
Svartsjön är en sjö i Nordmalings kommun i Ångermanland och ingår i Lögdeälven-Husåns kustområde. Sjön har en area på 0,102 kvadratkilometer och ligger 148,2 meter över havet.

## Delavrinningsområde
Svartsjön ingår i det delavrinningsområde (705119-167318) som SMHI kallar för Utloppet av Svartsjön. Medelhöjden är 185 meter över havet och ytan är 2,66 kvadratkilometer. Det finns inga avrinningsområden uppströms utan avrinningsområdet är högsta punkten. Vattendraget som avvattnar avrinningsområdet har biflödesordning 3, vilket innebär att vattnet flödar genom totalt 3 vattendrag innan det når havet efter 5,5 kilometer. Avrinningsområdet består mestadels av skog (94 procent). Avrinningsområdet har 0,1 kvadratkilometer vattenytor vilket ger det en sjöprocent på 3,8 procent.